# Schopfheim
Schopfheim är en stad i Landkreis Lörrach i regionen Schwarzwald-Baar-Heuberg i Regierungsbezirk Freiburg i förbundslandet Baden-Württemberg i Tyskland.  Folkmängden uppgick till cirka 20 200 invånare, på en yta av 68 kvadratkilometer. Stadens svenska vänort är Ronneby i Blekinge.
Stadenen ingår i kommunalförbundet Schopfheim tillsammans med kommunerna Hasel, Maulburg och Hausen im Wiesental.